# Harajuku
Harajuku  (japansk: 原宿) er en bydel i bydistriktet Shibuya i Tokyo. Bydelen er et vigtigt center for ungdomsmode i Japan og mange nye trends opstår i de mange designbutikker, som hører til området. 
I 1990'erne blev Harajuku kendt på grund af de mange teenage-bands, som hver søndag optræder i opsigtsvækkende og ekstrem påklædning.